# Expolio de arte durante la invasión rusa de Ucrania

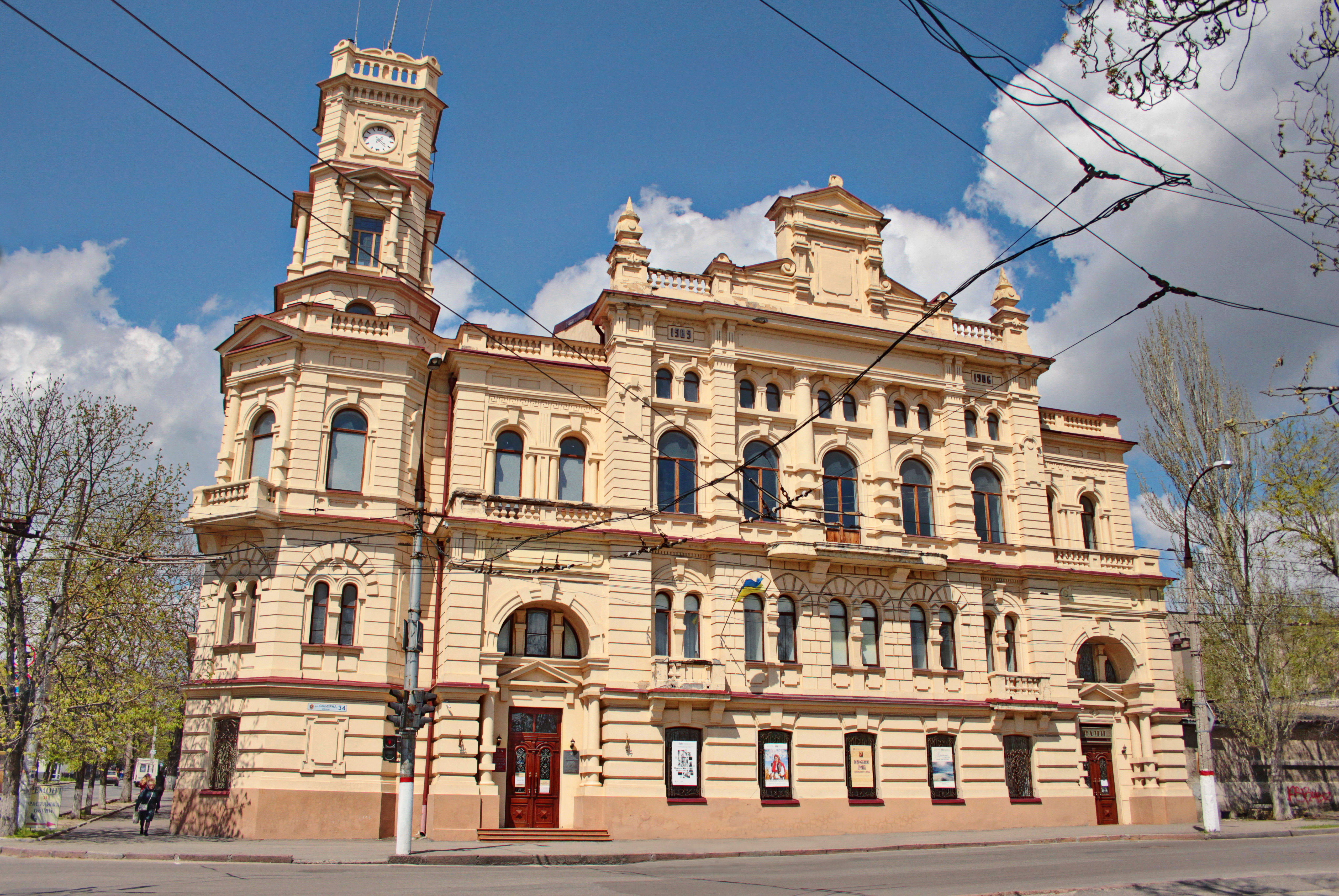
El Museo de Arte de Jersón fue saqueado por las tropas de ocupación rusas.

Durante la invasión rusa de Ucrania (desde 2022) las fuerzas y organizaciones rusas robaron y saquearon decenas de miles de obras de arte de Ucrania, que van desde arte moderno hasta oro antiguo escita. Los rusos también han destruido cientos de sitios y monumentos culturales. Según The New York Times el saqueo ha sido organizado y, en algunos casos, expertos en arte rusos participan en el robo y dirigen a los soldados rusos sobre qué piezas robar. Sólo en Mariúpol, los rusos robaron más de 2.000 obras de arte de los tres principales museos de la ciudad, después de que las fuerzas rusas ocuparan la ciudad después de un asedio de tres meses en mayo de 2022. En la región de Jersón, poco antes de huir de la zona al norte del río Dnieper, los rusos destruyeron, total o parcialmente, más de 200 sitios culturales ucranianos y robaron alrededor de 10.000 obras de arte de los museos de la ciudad, de una colección de 13.000. Otras fuentes cifran en 15.000 las obras de arte robadas sólo en Jersón.
En la Melitópol ocupada, las tropas rusas robaron un casco dorado del siglo IV que data del reino escita, valorado en millones de dólares. Los soldados rusos intentaron obligar a la directora del museo local a revelar la ubicación de otro artefacto de oro escita que había escondido poco antes de que el ejército ruso ocupara la ciudad. La amenazaron a punta de pistola y la secuestraron cuando se negó a cooperar. Fue interrogada pero finalmente se le permitió abandonar el territorio controlado por Rusia. 
El saqueo por parte de Rusia ha sido comparado con el saqueo nazi llevado a cabo por la Alemania nazi y ha sido llamado «el mayor atraco de arte colectivo desde que los nazis saquearon Europa en la Segunda Guerra Mundial». 